# About Time
About Time — двенадцатый студийный альбом британской рок-группы The Stranglers, записанный продюсером Аланом Уинстенли и выпущенный лейблом When! Records в мае 1995 года. Данная запись стала вторым полноформатным студийником для нового состава ансамбля — с Джоном Эллисом и Полом Робертсом. Диск поднялся до 31-го места в UK Albums Chart в мае 1995 года.
Единственным синглом к альбому вышел «Lies and Deception» (одна из немногих песен, написанных для группы ударником Джетом Блэком). Он был издан в двух вариантах (первый — с треками «Swim» и «Cool Danny», второй — с «Kiss the World Goodbye» и «Bed of Nails»; все четыре песни в альбом не входили).

## Список композиций
Слова и музыка всех песен — написаны группой The Stranglers.
| №   | Название                | Длительность |
| --- | ----------------------- | ------------ |
| 1.  | «Golden Boy»            | 3:13         |
| 2.  | «Money»                 | 3:19         |
| 3.  | «Face»                  | 3:26         |
| 4.  | «Sinister»              | 4:43         |
| 5.  | «Little Blue Lies»      | 3:33         |
| 6.  | «Still Life»            | 5:19         |
| 7.  | «Paradise Row»          | 3:51         |
| 8.  | «She Gave It All»       | 4:44         |
| 9.  | «Lies and Deception»    | 3:49         |
| 10. | «Lucky Finger»          | 4:13         |
| 11. | «And the Boat Sails By» | 4:33         |